# Оригінал Лаури
"Оригіна́л Ла́ури" (англ. The Original of Laura) — останній, незавершений роман Владіміра Набокова, котрий він вперше згадав 1974-го і писав аж до своєї смерті 1977 року. Заповітом автора було знищити рукопис, натомість син Набокова Дмитро після 30 років роздумів вирішив його опублікувати.

## Сюжет
Умовно у Набокових уривках роману можна виділити дві основні сюжетні лінії. Головною героїнею є 24-літня вродлива молода жінка Флора, про чиє життя читач можливо дізнається із вставок із бестселеру «Моя Лаура». «Мою Лауру» написав і видав коханець Флори, письменник російського походження Іван. 
Окремою лінією прослідковується життя Флориного чоловіка Філіпа Вайлда, котрий часто вводить себе у транс, вчинюючи там самогубства. Разом з тим, Філіп побивається над своїм давнім коханням — Авророю Лі — котру він, можливо й сам убив, коли їй було 17 років.

## Переклади українською
Український переклад презентували 7 листопада 2009 р. у Києві, на 10 днів швидше презентації англійською мовою, котра відбулася 17 листопада у США та Великій Британії.
- Володимир Набоков.  Оригінал Лаури: (Насолода вмирати) (2009). Переклад з англійської: Петро Таращук. Харків: Фоліо. 318 стор. ISBN 978-966-03-4968-1.